# Alexander Vlahos
Alexander Vlahos (Carmarthenshire, 30 de julho de 1988) é um ator galês mais conhecido por interpretar Filipe I, Duque de Orleães na série de televisão Canal + Versailles e por interpretar Mordred no drama da BBC, Merlin.